# Rosmarinlyng (art)
Rosmarinlyng (Andromeda polifolia) er en 10-30 cm høj dværgbusk, der vokser i tørvemoser.

## Beskrivelse
Rosmarinlyng er en lille, stedsegrøn dværgbusk med en kuplet, halvkugleformet vækst. Grenene er opstigende, og barken er først lysegrå, men bliver snart rødbrun. Gamle grene kan få en opsprækkende bark. De slanke, gråbrune knopper er ikke meget synlige, for de sidder skjult bag bladstilken. De læderagtige blade er smalt lancetformede med indrullet rand. Oversiden er blank og mørkegrøn, mens undersiden er dækket af rustfarvede hår.
Blomstringen foregår i maj-august, hvor de hvide eller svagt lyserøde blomster sidder samlet i endestillede klaser. Den enkelte blomst er krukke-ballonformet med sammenvoksede kronblade og ganske små, frie kronflige. Frugterne er glatte kapsler med mange små frø, som spirer villigt (på højmoser).
Rodnettet er meget fint og stærkt iltkrævende.
Højde x bredde og årlig tilvækst: 0,75 x 0,75 m (7,5 x 7,5 cm/år). Disse mål kan fx anvendes, når arten udplantes. Planten er afhængig af mykorrhiza med mindst én egnet svampeart.

## Udbredelse
Rosmarinlung er hjemmehørende og vidt udbredt i tempererede og subarktiske dele af den nordlige halvkugle, inkl. Grønland.

## Habitat
Planten er knyttet til sure højmoser, tøvemoser, hedemoser og hængesække. Den findes i Danmark på højmoselokaliteter, men først og fremmest i Jylland og er relativt almindelig i podsolerede områder af Jylland (Midt-, Vest- og Sydjylland).
I højmosen Drone Moss i Berwickshire, England, findes arten sammen med bl.a. benbræk, revling, tranebær, hedelyng, klokkelyng, rød tørvemos (og flere andre tørvemos-arter) og tuekæruld

## Fredning
Arten er ikke fredet i Danmark. I Den danske Rødliste 2019 er den vurderet til LC (Livskraftig).
- Rosmarinlyng fra Holmegaards mosen i Næstved

| Portal | Portal:Botanik |

## Note
1. ↑  "Carex buxbaumii  (Club sedge)". IUCN Redlist. 10. april 2016.
2. ↑  Wind, P. (2019), "Karplanter",  i Moeslund, J.E. m.fl. (red.), Den danske Rødliste 2019, Aarhus Universitet, DCE – Nationalt Center for Miljø og Energi, hentet 20. januar 2020
3. ↑  Signe Frederiksen et al., Dansk flora, 2. udgave, Gyldendal 2012. ISBN 8702112191.
4. ↑  GBIF. (2021a). Andromeda polifolia L. https://www.gbif.org/species/5333413
5. ↑  Böcher, T. W., Holmen, K., & Jakobson, K. (1978). Grønlands Flora (3.). Haase. https://doi.org/10.14430/arctic3887
6. ↑  Hartvig, P. (2015). Atlas flora Danica (1. udgave). Gyldendal.
7. ↑  Scottish Natural Heritage Commissioned Report No. 131: National Vegetation Classification survey for Drone Moss Arkiveret 24. oktober 2007 hos  Wayback Machine (engelsk)
8. ↑  Miljøstyrelsen. (2021). Fredede dyr og planter. Hentet 18. september 2021, fra https://mst.dk/natur-vand/natur/national-naturbeskyttelse/beskyttede-arter/fredede-dyr-og-planter/ Arkiveret 2. december 2018 hos  Wayback Machine
9. ↑  Artfredningsbekendtgørelsen, (2021) https://www.retsinformation.dk/eli/lta/2021/521
10. ↑  Den danske Rødliste 2019. (2019). https://bios.au.dk/forskningraadgivning/temasider/redlistframe/soeg-en-art/#6261